# Хилін
Хилін (до 2009 року — Хілін) — село у Висоцькій сільській громаді , в Сарненському районі Рівненської області, Україна. Підпорядковується . Населення становить 5 осіб (зареєстровано).

## Назва
До 17 липня 2009 року село офіційно називалося Хілін. Польською мовою згадується як Chylin, російською — як Хилинъ.

## Герб
В срібному щиті із золотою главою і зеленою базою кетяг калини з червоними ягодами і зеленим листом.

## Географія
Село Хилін розташоване за 7 км від центру громади за річкою Горинь між Висоцьком і Удрицьком.[джерело?]

## Історія
Перша згадка про село датується 1664 роком. Тоді це був панський сільськогосподарський фільварок, до якого відносилися села Миляч. Жадень, Озери, Єльне.[джерело?]
До 1917 року село входило до складу Російської імперії. У 1906 році фільварок Хилін входив до складу Висоцької волості Рівненського повіту Волинської губернії Російської імперії. У 1918—1920 роки нетривалий час перебувало в складі Української Народної Республіки.
У 1921—1939 роки входило до складу Польщі. У 1921 році фільварок Хилін входив до складу гміни Висоцьк Сарненського повіту Поліського воєводства Польської Республіки. 1 січня 1923 року розпорядженням Ради Міністрів Польщі Висоцька гміна вилучена із Сарненського повіту і включена до Столінського повіту. У 1935 році селище належало до однойменної громади гміни Висоцьк Поліського воєводства. З 1939 року — у складі Рівненської області УРСР.
4 серпня 1922 року маєток «Хилін» Висоцької гміни площею 423 га, який належав Воцеху Затворницькому, став власністю Польської держави. З цього часу і до 1924 року проводилася порцеляція (виділення) земель польським військовим осадникам. Тут поселилися понад десять родин колишніх польських військовиків та стільки ж місцевих жителів, які придбали тут у власність землю. За Польщі тут навіть діяла польська початкова школа. З приходом радянської влади польських осадників виселили, а на місці їх господарств утворили бригаду місцевого колгоспу. Наймити, що працювали в поляків зайняли їх будинки.[джерело?]
Під час німецької окупації, в 1943 році, на Хиліні в урочищі Пильня (у садибі польського осадника Опилка) нацистами були спалені живими більше 13 жителів сіл Хочин, Жадень, Хилін. У роки другої світової війни жителі Хиліна брали участь у боротьбі з окупантами і серед них: Климчик Микола Тимофійович (1922-17.10.1994), Томилович Тимофій Прокопович (1912—1989), Шостак Микола Петрович (1926—2007) Ярмошевич Дем'ян Дем'янович (1927 — 01.01.2008) та інші на фронті, а Костючек (Стовбіна) Надія Степанівна (1919 — 3.9.2009), Волканович Надія Павлівна в партизанській бригаді Степана Каплуна, що дислокувалася неподалік в Хочинських лісах.[джерело?]
У 1980х роках навколо Хиліна була проведена меліорація перезволожених земель та збудована меліоративна система Козаки — Милячі. Найнижчий в окрузі болотний масив «Каліново» став найродючішим земельним масивом висоцького колгоспу площею понад 250 га. Збудована насипна земляна дамба від піщаних пагорбів Осув'я до Хилінських гір. Вона захистила від щорічних повеней землі миляцького і висоцького колгоспів і дала можливість використовувати навколишні землі для вирощування високих врожаїв сільськогосподарських культур.[джерело?]
На початку вісімдесятих років тут діяла тваринницька ферма, де утримувалося до 150 голів великої рогатої худоби висоцького колгоспу. Діяв продовольчий магазин Висоцького СПП. Проживало до 60 чоловік.[джерело?]
Село Хілін було взяте на облік і підпорядковане Висоцькій сільській раді згідно з рішенням Виконавчого комітету Ровенської обласної ради народних депутатів від 16 грудня 1986 року. Постанова опублікована у «Відомостях Верховної Ради України» 27 січня 1987 року.
Відповідно до прийнятої в грудні 1989 року постанови Ради Міністрів УРСР село занесене до переліку населених пунктів, які зазнали радіоактивного забруднення внаслідок аварії на Чорнобильській АЕС, жителям виплачувалася грошова допомога. Згідно з постановою Кабінету Міністрів Української РСР, ухваленою в липні 1991 року, село належало до зони гарантованого добровільного відселення. На кінець 1993 року забруднення ґрунтів становило 2,75 Кі/км² (137Cs + 134Cs), молока — 8,5 мКі/л (137Cs + 134Cs), картоплі — 0,68 мКі/кг (137Cs + 134Cs), сумарна доза опромінення — 237 мбер, з якої: зовнішнього — 36 мбер, загальна від радіонуклідів — 201 мбер (з них Cs — 190 мбер).
На початку дев'яностих років, у зв'язку з паюванням колгоспних земель та майна, ферма була закрита та розібрана. Населення роз'їхалося.[джерело?]
29 травня 2009 року Рівненська обласна рада ухвалила рішення про уточнення назви села Хілін на Хилін. Постанова опублікована у «Відомостях Верховної Ради України» 17 липня 2009 року.

## Населення
Станом на 1859 рік, на поміщицькому фільварку Хилін був 1 двір та 7 жителів (3 чоловіків і 4 жінок), усі євреї. Станом на 1906 рік на фільварку Хилін був 1 двір та мешкало 11 осіб.
За переписом населення Польщі 10 вересня 1921 року на фільварку Хилін, у селі Удрицьк та сусідньому однойменному хуторі Удрицьк разом налічувалося 96 будинків та 586 мешканців, з них: 289 чоловіків та 297 жінок; 580 православних, 3 юдеї та 3 римо-католики; 566 українців (русинів), 10 білорусів, 3 поляки, 2 євреї та 5 осіб іншої національності.
Згідно з переписом УРСР 1989 року чисельність наявного населення села становила 49 осіб, з яких 21 чоловік та 28 жінок. На кінець 1993 року в селі мешкало 28 жителів, з них — дітей.
За переписом населення України 2001 року в селі мешкало 20 осіб. 100 % населення вказало своєю рідною мовою українську мову. Станом на 1 січня 2011 року населення села становить 14 осіб.

### Вікова і статева структура
Структура жителів села за віком і статтю (станом на 2011 рік):
| Вік   | Чоловіків | Жінок | Разом |
| ----- | --------- | ----- | ----- |
| 0-17  | 0         | 0     | 0     |
| 18-39 | 1         | 0     | 1     |
| 40-59 | 0         | 0     | 0     |
| 60+   | 5         | 8     | 13    |
| Разом | 6         | 8     | 14    |

### Соціально-економічні показники
| Працездатне населення | Працездатне населення | Працездатне населення | Працездатне населення | Працездатне населення | Працездатне населення | Непрацездатне населення | Непрацездатне населення | Непрацездатне населення | Непрацездатне населення | Непрацездатне населення | Непрацездатне населення | Все населення |
| Чоловіки              | Чоловіки              | Жінки                 | Жінки                 | Разом                 | Разом                 | Чоловіки                | Чоловіки                | Жінки                   | Жінки                   | Разом                   | Разом                   | 14            |
| ос.                   | %                     | ос.                   | %                     | ос.                   | %                     | ос.                     | %                       | ос.                     | %                       | ос.                     | %                       | 14            |
| --------------------- | --------------------- | --------------------- | --------------------- | --------------------- | --------------------- | ----------------------- | ----------------------- | ----------------------- | ----------------------- | ----------------------- | ----------------------- | ------------- |
| 3                     | 21                    | 2                     | 14                    | 5                     | 35                    | 1                       | 7                       | 8                       | 57                      | 9                       | 64                      | 14            |

| Зайняті  | Зайняті  | Зайняті | Зайняті | Зайняті | Зайняті | Безробітні | Безробітні | Безробітні | Безробітні | Безробітні | Безробітні | Все населення |
| Чоловіки | Чоловіки | Жінки   | Жінки   | Разом   | Разом   | Чоловіки   | Чоловіки   | Жінки      | Жінки      | Разом      | Разом      | 14            |
| ос.      | %        | ос.     | %       | ос.     | %       | ос.        | %          | ос.        | %          | ос.        | %          | 14            |
| -------- | -------- | ------- | ------- | ------- | ------- | ---------- | ---------- | ---------- | ---------- | ---------- | ---------- | ------------- |
| 75       | 3        | 193     | 8       | 268     | 11      | 10         | 1          | 8          | 1          | 18         | 1          | 14            |

## Політика

### Органи влади
Місцеві органи влади представлені Висоцькою сільською радою.

### Вибори
Село входить до виборчого округу № 155. Станом на 2011 рік кількість виборців становила 11 осіб.

## Відомі люди
- Гловацька Лідія Григорівна (нар. 2 лютого 1962) — виконавчий директор приватного сільськогосподарського підприємства «Злагода» с. Висоцьк Дубровицького району. Удостоєна почесного звання «Заслужений працівник сільського господарства України» (02.03.2007);
- Макаревич (Пешко) Валентина Калениківна — ланкова льонарської ланки висоцького колгоспу, пізніше передова тваринниця. Вона мала найвищі врожаї льону–довгунця у висоцькому районі в п'ятдесятих роках. За успіхи у праці та організаторські здібності неодноразово нагороджувалася Грамотами районної та обласної ради.
- Томилович Михайло Миколайович — директор приватного сільськогосподарського підприємства село Миляч Дубровицького району Рівненської області. За успіхи у розвитку сільськогосподарського виробництва удостоєний почесного звання «Заслужений працівник сільського господарства України» (18.08.2006);
- Шостак Микола Петрович — машиніст екскаватора Дубровицького ПМК — 175. За успіхи у праці нагороджений медаллю «За доблесний труд» (Указ Президії Верховної Ради СРСР від 01.03.1971 року).
- Список жителів навколишніх сіл, які загинули від рук німецьких окупантів у садибі польського осадника Опилка на хуторі Хилін у 1943 році і там поховані

#### Офіційні дані та нормативно-правові акти
- Паспорт Дубровицького району (станом на 1 січня 2011 року) (doc). dubrrada.gov.ua. Дубровицька районна рада. Архів оригіналу за 4 жовтня 2021. Процитовано 16 жовтня 2019.

#### Мапи
- Історичний Атлас України / Гол. ред. Л. Винар; Упорядн.: І. Тесля, Е. Тютько. Українське історичне товариство. — Монреаль; Нью-Йорк; Мюнхен, 1980. — 182 с.